# 마다가스카르짧은꼬리쥐
마다가스카르짧은꼬리쥐(Brachyuromys ramirohitra)는 붉은숲쥐과에 속하는 설치류의 일종이다. 마다가스카르섬에서만 발견된다. 자연 서식지는 아열대 또는 열대 기후 지역의 건조림과 건조 관목 지대이다.